# Jean Albespy
Jean Albespy est un homme politique français né le 22 août 1745 à Bordeaux (Gironde) et mort le 28 août 1826 au même lieu.

## Biographie
Homme de loi à Bordeaux, il est conseiller municipal en 1790. Considéré comme suspect pendant la Terreur, il est plusieurs fois arrêté. Il est élu député de la Gironde au Conseil des Cinq-Cents le 23 germinal an V, quittant l'assemblée à la fin de l'an VI. Il est juge suppléant au tribunal civil de Bordeaux en 1800, puis redevient conseiller municipal en 1814, sous la Première Restauration.

## Sources
- « Jean Albespy », dans Adolphe Robert et Gaston Cougny, Dictionnaire des parlementaires français, Edgar Bourloton, 1889-1891 [détail de l’édition]